# Scuola dell'Aia

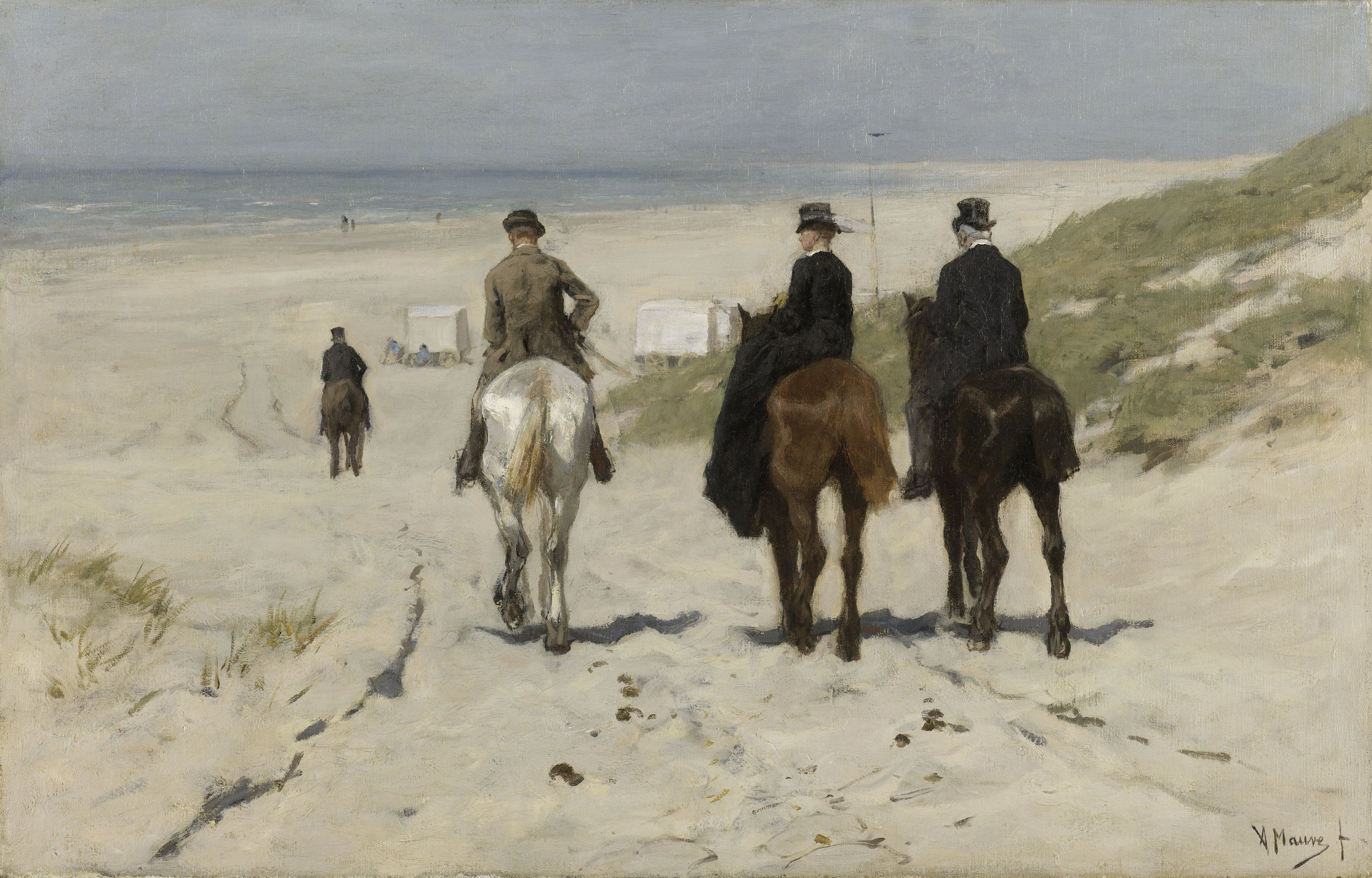
Anton Mauve
Cavalcata mattutina sulla spiaggia, 1876
Rijksmuseum Amsterdam

La Scuola dell'Aja è il nome dato a un gruppo di artisti che vivevano e lavoravano a L'Aia tra il 1860 e il 1890. Il loro lavoro è stato ampiamente influenzato dai pittori del realismo della scuola francese di Barbizon. I pittori della Scuola dell'Aja, generalmente facevano un uso di colori relativamente sobri, motivo per cui la Scuola dell'Aja alcune volte viene chiamata la Gray School (Scuola del Grigio).

## I precursori

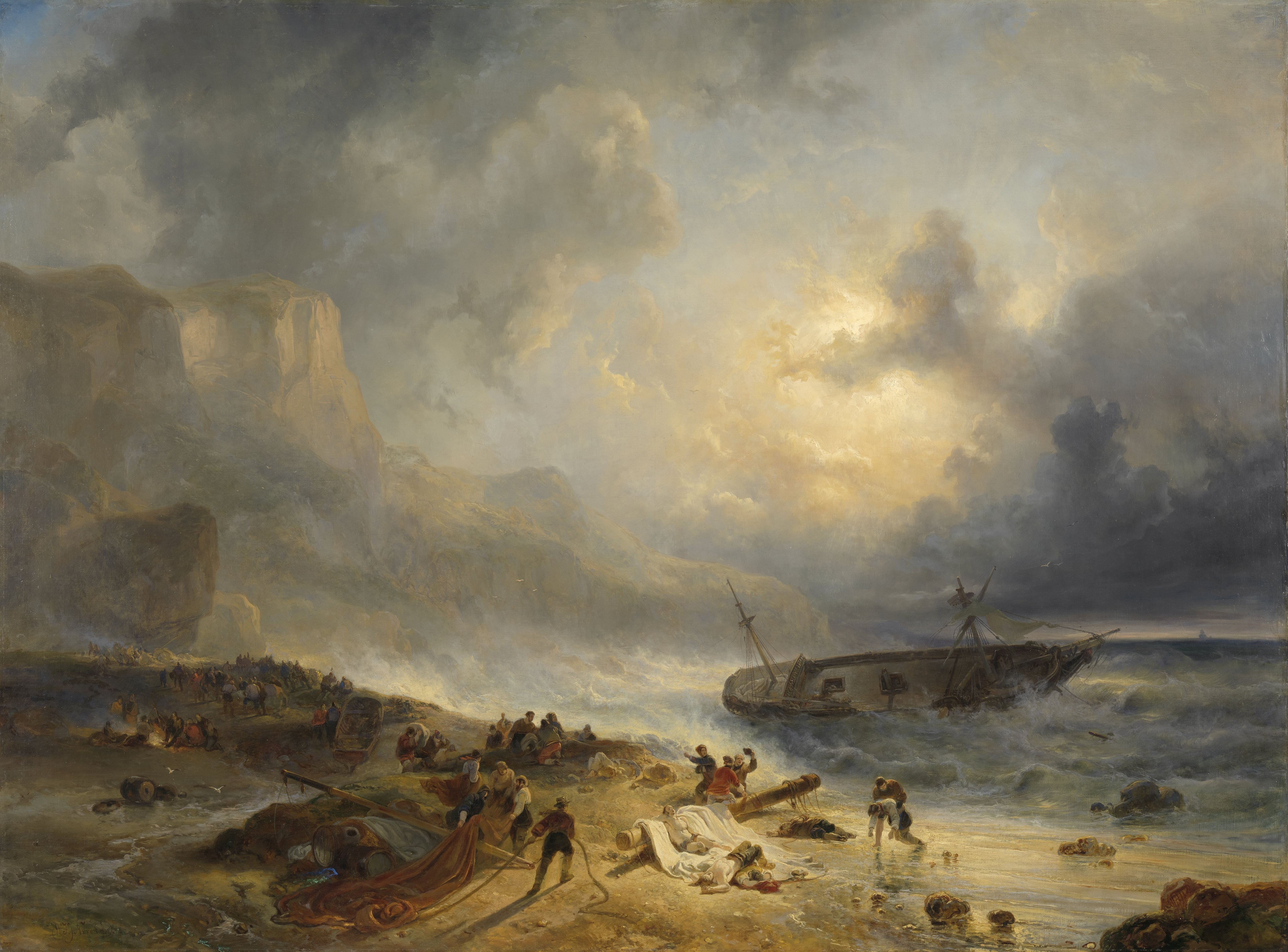
Wijnand Nuyen
Naufragio sulle rocce

Dopo I grandi periodi dell'arte olandese nel XVII secolo, vi furono problemi economici e politici che fecero decrescere l'attività artistica. Le belle arti nei Paesi Bassi, goderono di un revival intorno al 1830, un periodo a cui oggi ci si riferisce come il periodo del Romanticismo nella pittura olandese. Lo stile era un'imitazione dei grandi artisti del XVII secolo.
I dipinti di gran lunga più graditi in questo periodo erano i paesaggi e i dipinti che riflettevano la storia nazionale.
Andreas Schelfhout era un pittore di paesaggi, specialmente di scene invernali, ma anche di foreste e dune tra L'Aja e Scheveningen. Tra i suoi più famosi allievi si annoverano Wijnand Nuyen, Johan Barthold Jongkind, e Johan Hendrik Weissenbruch. Wijnand Nuyen era uno dei migliori artisti romantici del tempo ed ebbe una grande influenza su Weissenbruch e Johannes Bosboom.
La pratica artistica a quel tempo si svolgeva di solito nella forma di corsi di disegno, senza corsi di pittura. Molti giovani artisti che più tardi diventarono membri della Scuola dell'Aja, si sentivano frustrati da ciò e si sparpagliarono in vari luoghi per ricevere la formazione che desideravano. Gerard Bilders lasciò l'Accademia di disegno dell'Aja e completò la sua formazione presso il pittore svizzero di animali, Charles Humbert. Paul Gabriël si recò a Kleve, sul confine Tedesco, a studiare con il paesaggista Barend Cornelis Koekkoek. Jozef Israëls, insoddisfatto delle accademie a Groningen e Amsterdam, partì per Parigi per frequentare i corsi presso lo studio di François-Édouard Picot. Jacob Maris lasciò l'Accademia dell'Aja per la corrispondente istituzione in Antwerp e da lì si recò a studiare con Ernest Hébert a Parigi. Suo fratello Matthijs Maris studiò presso Nicaise de Keyser in Antwerp. Hendrik Willem Mesdag lasciò Groningen per perfezionarsi in Bruxelles sotto la guida di Willem Roelofs. Egli ricevette anche ulteriori insegnamenti da Lawrence Alma-Tadema, che più tardi si sarebbe trasferito in Inghilterra.

## Oosterbeek e Barbizon

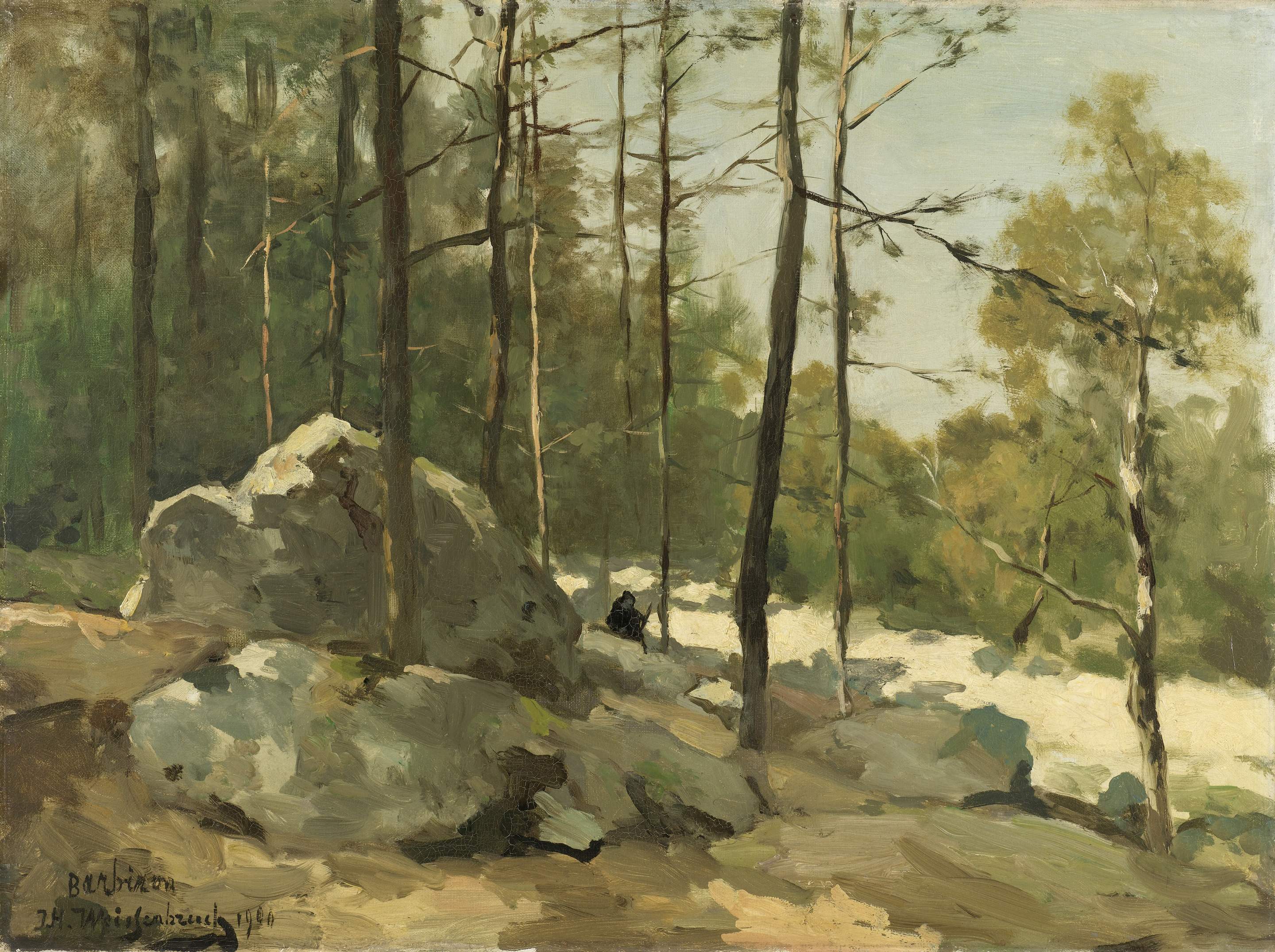
Jan Hendrik Weissenbruch, Foresta presso Barbizon

Jan Hendrik Weissenbruch e Jean-Baptiste-Camille Corot trovarono la propria strada a Barbizon, un'area boschiva vicino a Fontainebleau. La caratteristica delle loro opere qui, fu quella di dipingere la natura così come la vedevano. Ciò diede origine alla famosa Scuola di Barbizon e il loro esempio fu seguito nel 1850 da un esiguo gruppo di pittori olandesi che si riunirono in Oosterbeek allo scopo di lavorare nelle campagne circostanti. Questi pittori sono stati influenzati dagli artisti della Scuola di Barbizon e imitati nel modo di registrare le loro impressioni con rapide pennellate di colore. Johannes Warnardus Bilders, padre di Gerard Bilders, si recò a Oosterbeek nel 1852 e attrasse numerosi studenti : Anton Mauve, un cugino acquisito di Vincent van Gogh, i fratelli Maris (Jacob, Willem e Matthijs) in estate, così come i visitatori regolari Willem Roelofs e Paul Gabriël. Alcuni di questi artisti, come Jozef Israëls, Jacob Maris e Johan Hendrik Weissenbruch visitarono Barbizon per dipingere lì.

## La Scuola dell'Aja

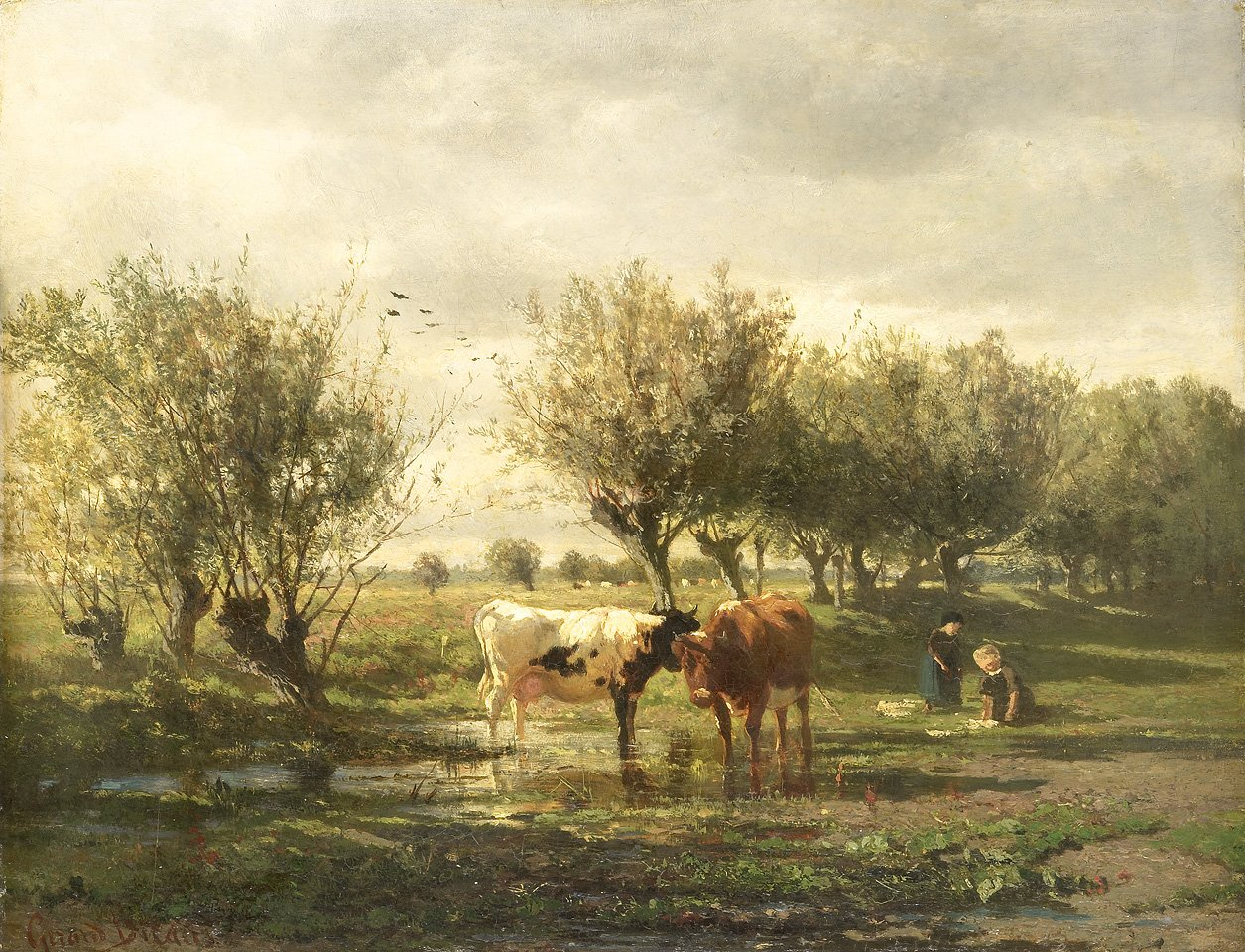
Gerard Bilders
Vacche all'abbeverata

Gerard Bilders aveva cercato qualcosa di quel tipo nella sua personale opera, ma dalla visita alla national Exhibition in Brussels nel 1860, egli trovò ciò che cercava: una vivace tonalità grigia, o come la definì lui stesso “l'impressione di un caldo, fragrante grigio”. I toni cangianti e il grigio caldo che Bilders trovò qui furono certamente discussi con i suoi amici in Oosterbeek ed egli trovò la sua strada nelle opere dei giovani pittori della Scuola dell'Aja. A questi si aggiunse Jan Weissenbruch, autore di paesaggi dipinti con delicatezza e precisione.

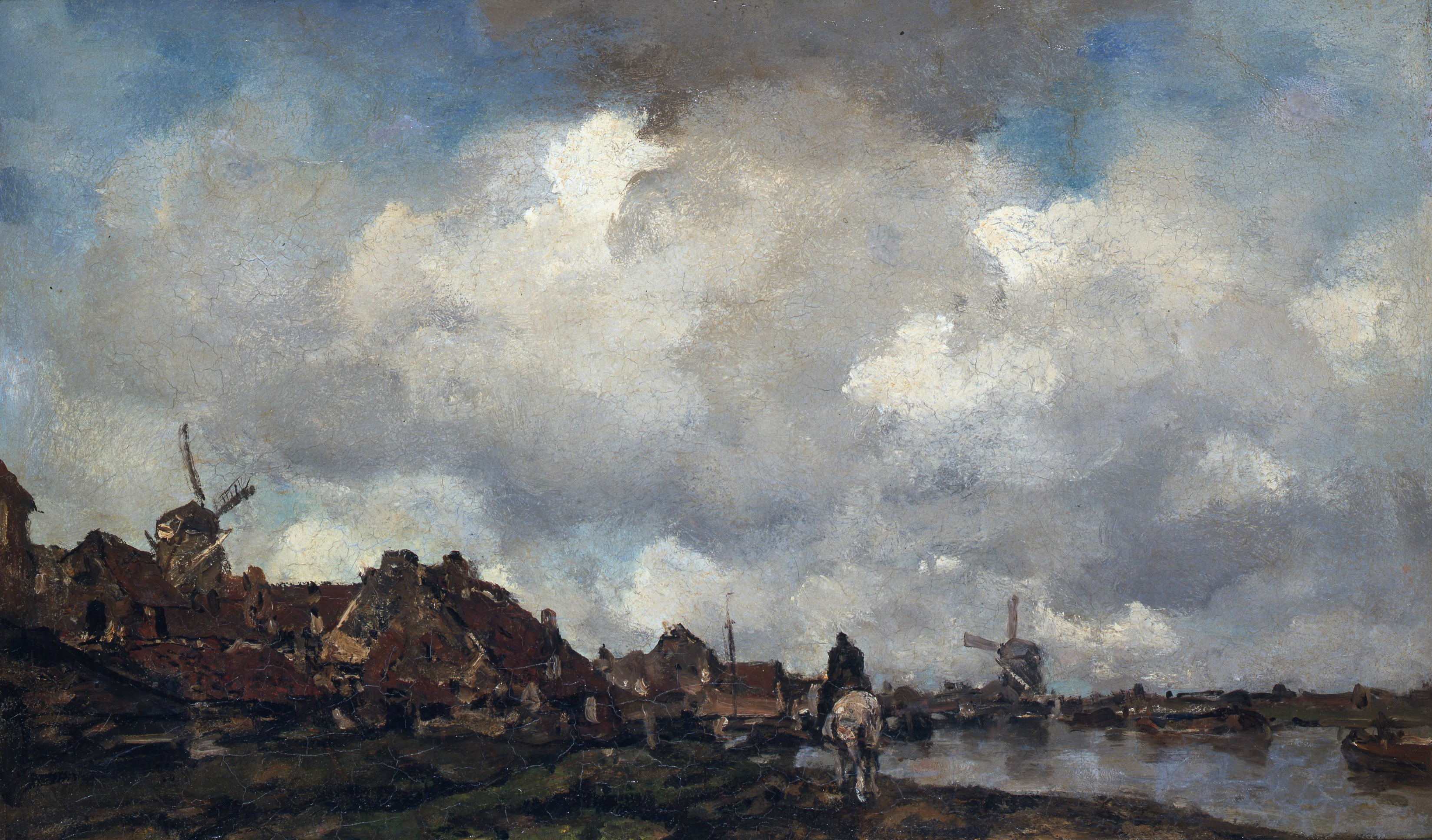
Jacob Maris
Villaggio presso Schiedam

 La migrazione di questi artisti alla Scuola dell'Aja cominciò nel tardo 1860. Hendrik Willem Mesdag fu il primo a trasferirsi lì ne 1869. Jacob Maris ritornò all'Aja nel 1870 dopo l'esperienza della Guerra Franco-Prussiana vissuta con la sua famiglia in Parigi, nel 1870. In quello stesso anno Jozef Israëls si recò presso l'Aja, così come fece Anton Mauve. Willem Maris, Johannes Bosboom e Weissenbruch hanno sempre vissuto lì. Per Mesdag, il trasferimento segnò la fine dei suoi giorni da studente in Bruxelles. Per Maris significava troncare con i mercanti parigini, che non gli lasciavano dipingere ciò che egli voleva. L'amicizia giocò un importante ruolo in questo gruppo di pittori e dovunque uno di loro fosse invitato a prender parte ad una mostra più importante, quello avrebbe fatto in modo che anche i suoi amici inviassero un'opera. Così all'esterno si rappresentava una raffigurazione che esprimeva un fronte artistico e stilistico unitario. La tonalità grigia stava per diventare una delle peculiarità della Scuola dell'Aja.

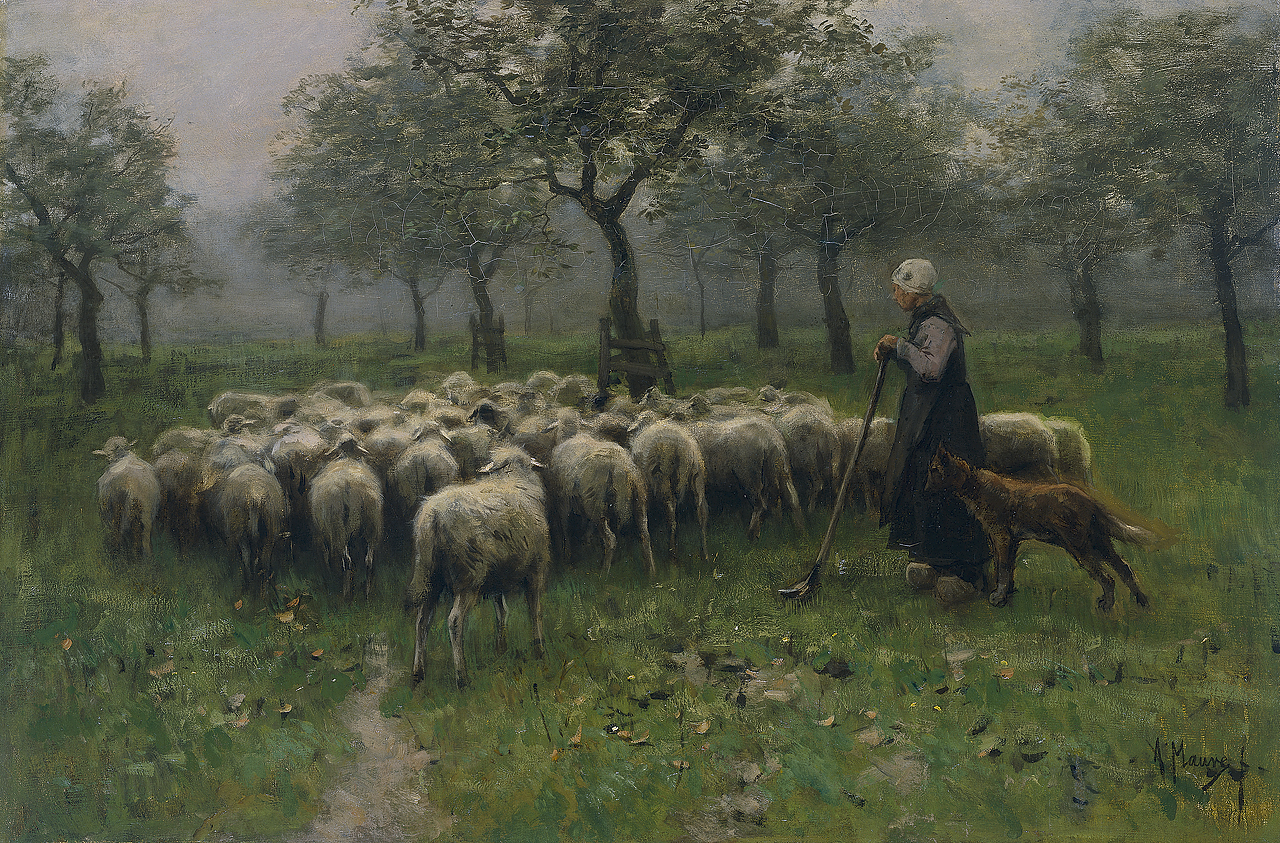
Anton Mauve
Pastora con il gregge

 Il nome “Scuola dell'Aja” fu coniato nel 1875 da un critico, Jacob van Santen Kolff, che usò le espressioni “ un modo nuovo di vedere e raffigurare le cose”, “ l'intento di esprimere la tonalità”, “ il tono ha la precedenza sul colore”, “ pressoché esclusiva la preferenza per gli effetti cosiddetti 'bad weather' (cattivo tempo), e “umore grigio”. Gli artisti della Scuola dell'Aja più che interessati al fedele ritratto di ciò che essi vedevano preferivano esprimere l'atmosfera e l'impressione del momento. Essi dipingevano soprattutto in tonalità tenui, con la predilezione per il grigio. Questo il motivo per cui la Scuola dell'Aja viene spesso chiamata Gray School.
I pittori della Scuola dell'Aja condussero alcuni dei loro dibattiti artistici come membri del Pulchri Studio, che era stato fondato nel 1847 da Bosboom, Willem Roelofs e J. H. Weissenbruch presso la residenza del pittore dell'Aja Lambertus Hardenberg. La crescita del malcontento tra i giovani artisti della Scuola dell'Aja circa le opportunità apparentemente insufficienti alla formazione e allo sviluppo, fu la ragione per cui venne fondato il Pulchri Studio. Molti membri della Scuola dell'Aja servivano presso la pensione del Pulchri Studio, tanto che la società divenne un baluardo della scuola per numerosi anni.

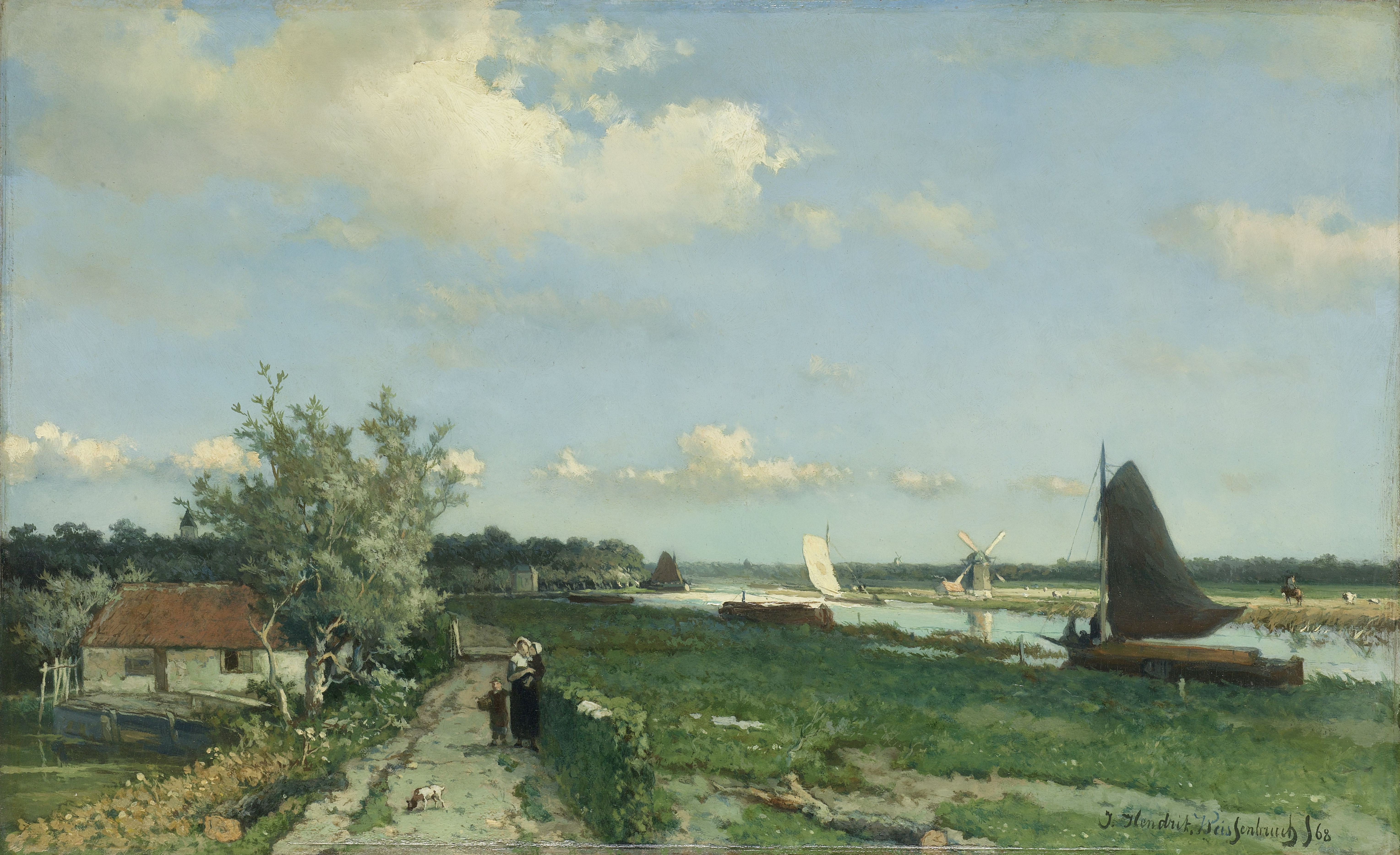
Jan Hendrik Weissenbruch
Il canale di Rijswijk

Nel tempo, gli artisti della Scuola mutarono. Jacob Maris arricchì la sua tavolozza di vivaci pennellate, specie nei toni dei suoi paesaggi urbani di Amsterdam. Jozef Israëls aveva completamente abbandonato il suo stile aneddotico e il cromatismo sobrio. J. H. Weissenbruch rese indistinti i dettagli delle sue opera più tarde, dipingendo spiagge e paesaggi in ideazioni cromatiche dalla qualità piuttosto astratta. Willem Maris divenne il pittore della luce che avrebbe sempre voluto rappresentare, producendo prati estivi illuminati dal sole che si rifrange sull'acqua e sul bestiame— la quintessenza del paesaggio Olandese. L'ulteriore evoluzione di Matthijis Maris anche fu ragguardevole, sebbene tragica. A dispetto del supporto della famiglia e degli amici, egli condusse un'esistenza solitaria. Lavorò per anni ai suoi dipinti di spose e ritratti di bimbi, e diventò progressivamente annebbiato e sognatore fino ad alienarsi completamente dalla realtà.

## Il Sequel

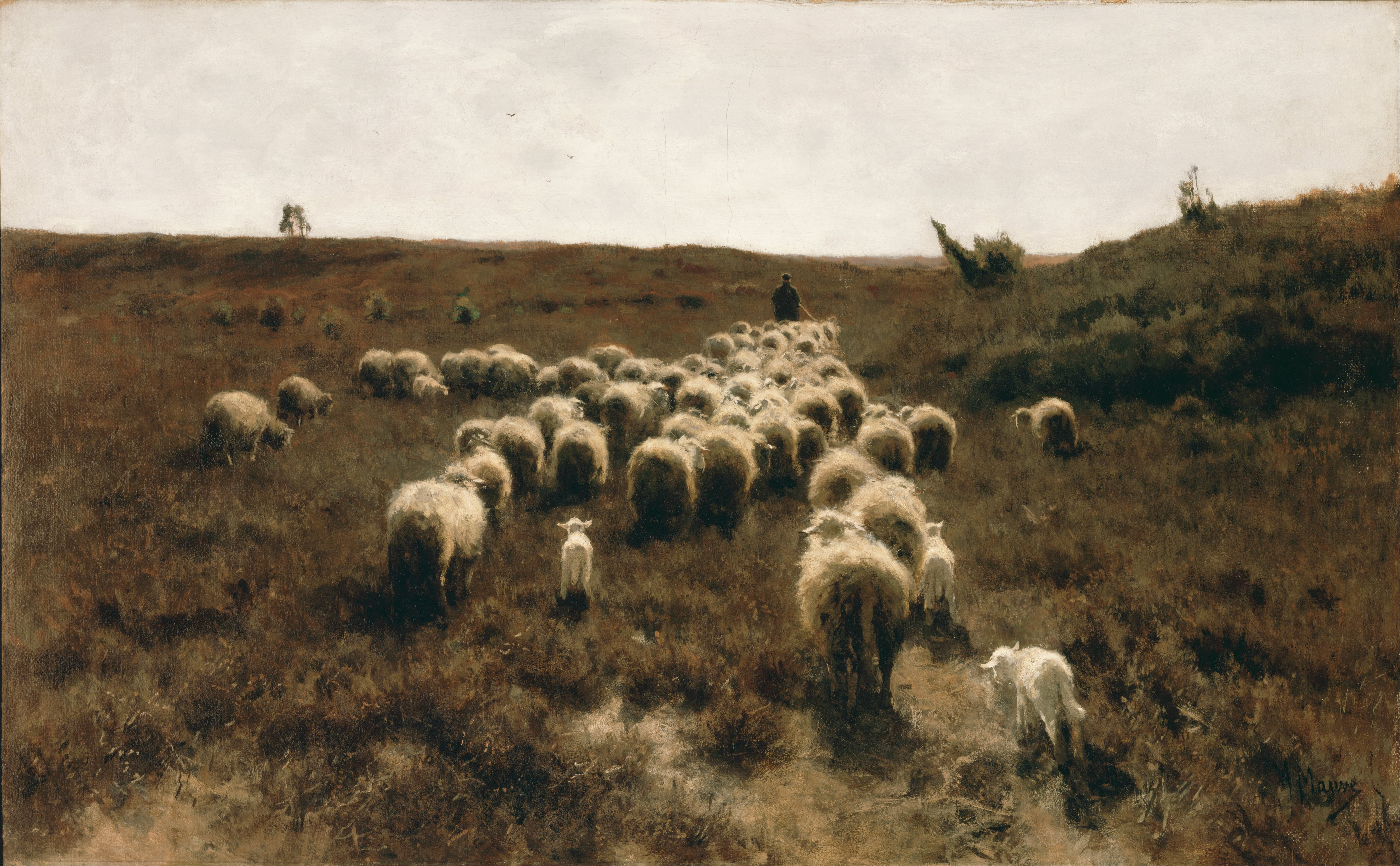
Anton Mauve
Il ritorno del gregge

Ma a metà 1880 il fronte unito della Scuola cominciò a frammentarsi. La fisionomia della città dell'Aja si trasformò non appena essa si espanse maggiormente. Il piccolo villaggio di pescatori di Scheveningen mutò non appena furono edificate nuove periferie e fattorie che trasformarono l'area. Weissenbruch e Roelofs trovarono che L'Aja stava crescendo troppo velocemente e si ritirarono presso i polders per continuare a dipingere.
Anton Mauve e Jozef Israëls divennero attivi nella Scuola di Laren dove si tramandavano le caratteristiche della Scuola dell'Aja. Albert Neuhuys, Hein Kever e Evert Pieters, furono attivi lì specialmente tra il 1880 e il 1900. Gli interni realistici delle case delle fattorie di Laren , così come i paesaggi en plein air divennero i soggetti preferiti dei dipinti.  Anton Mauve fu particolarmente attivo più tardi e le sue vedute di brughiere furono assai popolari presso i cultori d'arte americani.

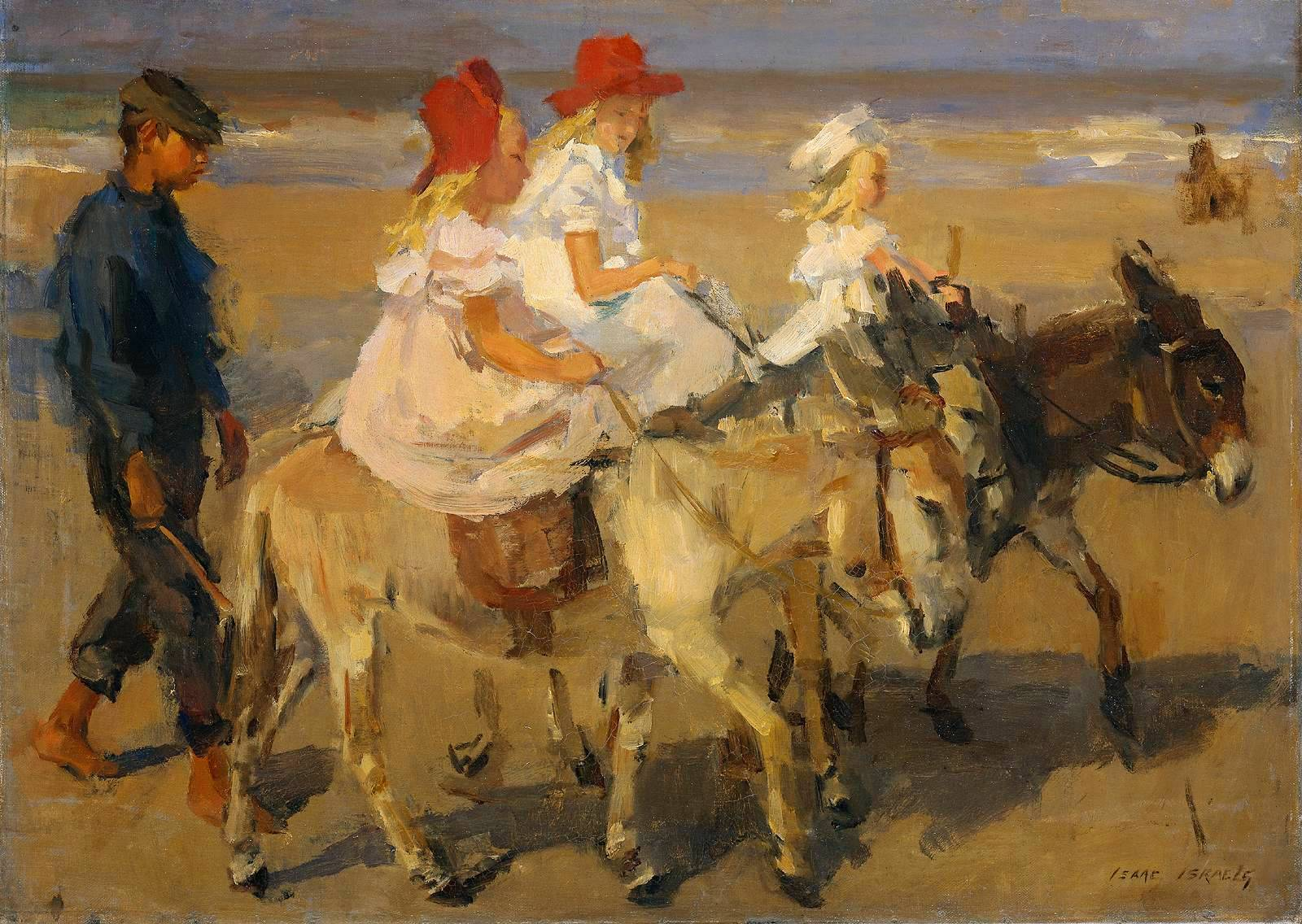
Isaac Israëls
Corsa di asini

Mentre L'Aja stava diventando troppo grande per alcuni, era troppo piccola per altri, che divennero influenti nell'Impressionismo di Amsterdam, un gruppo che si era sviluppato lì. Questo movimento per i suoi soggetti si ispirava alla vita urbana, sebbene il contrasto con la Scuola dell'Aja sia stato più occasionalmente suggerito che esplicito. Questo gruppo includeva alcuni che in seguito sono stati designati come membri della seconda generazione della Scuola dell'Aja come George Hendrik Breitner, Isaac Israëls (figlio di Jozef Israëls), Willem Bastiaan Tholen e Willem de Zwart (anche conosciuto come William Black). Inoltre, Willem Witsen, Floris Verster e Jan Toorop annoverano qualche esperienza passata con la Scuola dell'Aja e sono ritenuti parte del movimento dell'Impressionismo di Amsterdam.
Sebbene non venga generalmente associato alla Scuola dell'Aja, Johan Jongkind fu definito un precursore dell'impressionismo che influenzò Eugène Boudin, che più tardi fu il mentore di Claude Monet. Altri, in ultimo, che ebbero marginali legami con gli artisti della Scuola dell'Aja sono Charles Rochussen, Richard Bisschop e Lawrence Alma-Tadema.
Intorno al 1890 in Francia, all'impressionismo seguì il post-impressionismo, che conferì grande risalto alla forma, alla struttura e al contenuto della pittura. Anche questo movimento era stato ripreso in Olanda producendo il risultato di un post-impressionismo olandese e introducendo elementi astratti e il cubismo nella pittura moderna. Esempi celebri sono Vincent van Gogh il quale aveva ricevuto la sua preparazione artistica da Anton Mauve e Piet Mondrian il quale inizialmente dipinse secondo la maniera della Scuola dell'Aja e quindi in una varietà di stili e tecniche che documentano la sua ricerca per uno stile personale.

## Esponenti
| Precursori - Bilders, Johannes Warnardus (1811-1890) - Jongkind, Johan Barthold (1819-1891) - Koekkoek, Barend Cornelis (1803-1862) - Schelfhout, Andreas (1787-1830) - Van de Sande Bakhuysen, Hendrik (1795-1860) - Van Hove, Bartholomeus (1790-1880) - Van Hove, Hubertus (1819-1865) - Van Os, Pieter Frederik (1808-1892) - Waldorp, Anthonie (1803-1866) | Prima Generazione - Bilders, Gerard (1838-1865) - Bosboom, Johannes (1817-1891) - De Haas, Johannes Hubertus Leonardus (1832-1908) - Gabriël, Paul Joseph Constantin (1828-1903) - Israëls, Jozef (1824-1911) - Maris, Jacob (1837-1899) - Maris, Matthijs (1839-1917) - Maris, Willem (1844-1910) - Mauve, Anton (1838-1888) - Mesdag, Hendrik Willem (1831-1915) - Mesdag, Taco (1822-1902) - Mesdag-van Houten, Sina (1834-1909) - Roelofs, Willem (1822-1897) - Weissenbruch, Johan Hendrik (1824-1903) | Seconda Generazione - Allebé, August (1838–1927) - Akkeringa, Johannes Evert Hendrik (1861-1942) - Arntzenius, Floris (1864-1925) - Artz, David Adolph Constant (1837-1890) - van Beek, Bernardus Antoine (1875-1941) - Blommers, Bernard J. (1845-1914) - Breitner, George Hendrik (1857-1923) - De Bock, Théophile (1851-1904) - De Hoog, Bernard (1866-1943) - De Zwart, Willem (1862-1931) - Israëls, Isaac (1865-1934) - Neuhuys, Albert (1844-1914) - Sadée, Philip (1837-1904) - Tholen, Willem Bastiaan (1860-1931) - Van de Sande Bakhuyzen, Julius (1835-1945) - Van der Weele, Herman Johannes (1852-1930) - Van Houten, Gerrit (1866-1934) - Van Rappard, Anthon (1858-1892) - Wijsmuller, Jan Hillebrand (1855-1925) |

## Importanti mostre d'arte della Scuola dell'Aia dei Pittori
- 1863 - 1917 Tentoonstelling van Kunstwerken van Levende Meesters, Hague School of Art, Mostre d'arte The Hague/Rotterdam/Amsterdam, Paesi Bassi.
- 1904 Pulchri Studio, Kunstverein Hamburg, Hamburg, Germania.
- 1969 Mondriaan and the Hague School of landscape painting, Norman McKenzie Art Gallery, Regina, Canada.
- 1969 Mondriaan and the Hague School of landscape painting, Edmonton Art Gallery, Edmonton, Canada.
- 1972 Die Haager Schule: Holländische Maler vor 100 Jahren, Rheinisches Landesmuseum zu Bonn, Germania.
- 1972 Hamburger Kunsthalle: Die Haager Schule: Holländische Maler vor 100 Jahren, Germania.
- 1980 Mondriaan and The Hague School: Watercolors and drawings from the Gemeentemuseum, The Hague, Paesi Bassi.
- 1981 Verso l'astrattisma. Mondrian e la Scuola dell'Aia, Florenz, Italia.
- 1982 Verso l'astrattisma. Mondrian e la Scuola dell'Aia, Mailand, Italia.
- 1982 Mondrian et l'École de La Haye: aquarelles et dessins du Haags Gementemuseum, La Haye et d'une collection particuliere, Paris, Francia.
- 1982 The Hague School and it's American Legacy, West Palm Beach, Florida, Stati Uniti d'America.
- 1983 L'École de La Haye: Les maîtres hollandaise de 19ème siècle, Galeries nationals du Grand Palais, Paris, Francia.
- 1983 The Hague School: Dutch masters of the 19th century, Royal Academy of Arts, London, Inghilterra.
- 1984 The Hague School: Collecting in Canada at the Turn of the century, Art Gallery of Ontario, Canada.
- 1987 Die Haager Schule: Meisterwerke der Holländischen Malerei des 19. Jahrhunderts aus dem Gemeentemuseum, Städtische Kunsthalle Mannheim, Mannheim, Germania.
- 1989 Die Haager Schule in München, Neue Pinakothek, München, Germania.
- 1992 Dutch Drawings from the Age of van Gogh from the Collection of the Hague Gemeentemuseum, The Taft Museum of Art, Cincinnati, Stati Uniti d'America.
- 1996 Van Gogh und die Haager Schule, Bank Austria Kunstforum, Wien, Austria.
- 1999 Jan Hendrik Weissenbruch (1824–1903): vorbij de Haagse School, Museum Jan Cunen, Oss, Paesi Bassi.
- 2001 Mesdag and the Hague School, Gemeentemuseum Den Haag, The Hague, Paesi Bassi.
- 2003 Jacob Maris: A retrospective of the work of a Dutch Impressionist, Teylers Museum, Haarlem, Paesi Bassi.
- 2003 Willem Witsen (1860–1923): Moods, Dordrechts Museum, Dordrecht, Paesi Bassi.
- 2004 De Haagse School and the young van Gogh, Stadhuis Brussel, Brüssel, Belgio.
- 2004 Jacob Maris, 1837–1899, Museum Jan Cunen, Oss, Paesi Bassi.
- 2004 The Hague School, Gemeentemuseum Den Haag, The Hague, Paesi Bassi.
- 2005 Waiting for van Gogh: Dutch Painting from the 19th Century, Crocker Art Museum, Sacramento, Stati Uniti d'America.
- 2007 Plain Air: The Hague School and the School of Barbizon, Gemeentemuseum, The Hague, Paesi Bassi.
- 2006 Mesdag and The Hague School, Gemeentemuseum, Den Haag, Paesi Bassi.
- 2008 Der Weite Blick: Landschaften der Haager Schule aus dem Rijksmuseum, Neue Pinakothek zu München, Germania.
- 2009 The Hague School Revealed, Gemeentemuseum, Den Haag, Paesi Bassi.
- 2009 The Hague School: Masterpieces from the Rijksmuseum, Centro Cultural Caixanova, Spagna.
- 2012 Mesdag to Mondrian: Dutch Art from the Redelé Collection, Academy Art Museum, Maryland, Stati Uniti d'America.
- 2013 Modern Naturalist Painting in the Dutch Hague School: Inspiration from the Barbizon School and the Origin of van Gogh, Yamanashi Prefectural Museum of Art, Kofu, Giappone.
- 2014 Refections of Holland: The Hague School and Barbizon, Japan Museum of Art, Tokyo, Giappone.
- 2015 Holland at it's Finest, Gemeentemuseum Den Haag + Dordrechtmuseum Dordrecht, Den Haag + Dordrecht Paesi Bassi.
- 2015 Grenzeloos Schilderachtig, Katwijks Museum, Katwijk, Paesi Bassi.
- 2015 Watercolors – Exhibition about the most beautiful Dutch watercolors from the 19th century, Teylors Museum, Haarlem, Paesi Bassi.